# Machmut Gariejew

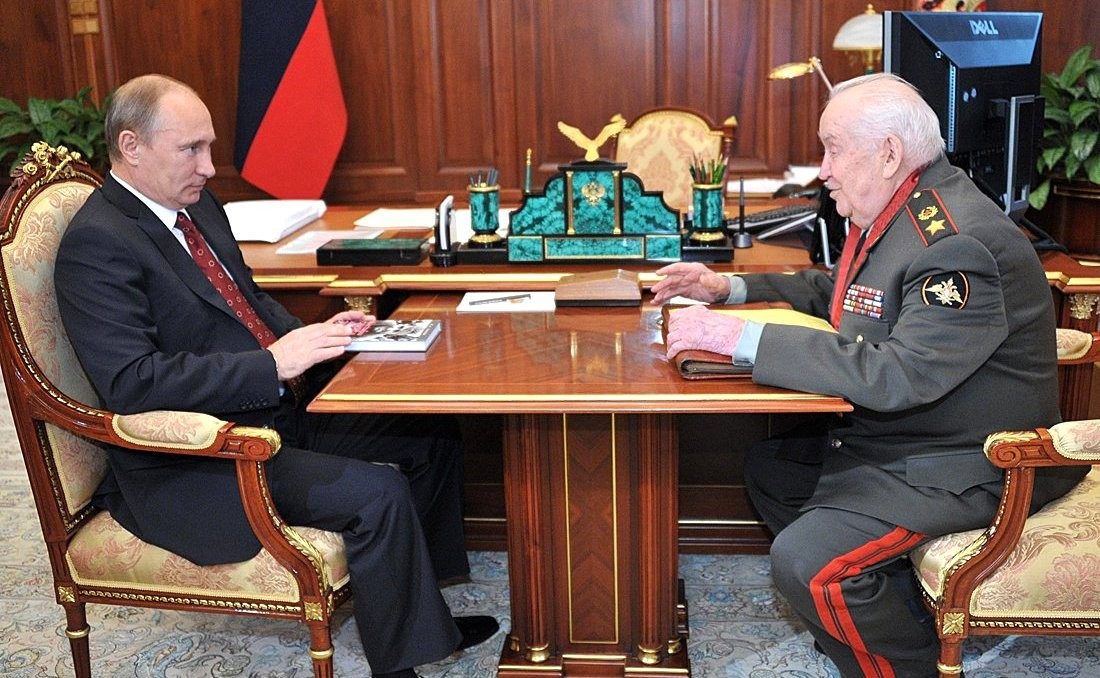
Z Władimirem Putinem

Machmut Achmietowicz Gariejew (ros. Махмут Ахметович Гареев, tat. Mäxmüt Äxmät ulı Gäräyev, ur. 23 czerwca 1923 w Czelabińsku, zm. 25 grudnia 2019 w Moskwie) – radziecki dowódca wojskowy narodowości tatarskiej, generał armii, doktor nauk wojskowych i historycznych, profesor, teoretyk wojskowości.

## Życiorys
W 1939 wstąpił na ochotnika do Armii Czerwonej. W 1941 ukończył Taszkiencką Szkołę Piechoty im. Lenina odznaczoną Orderem Czerwonego Sztandaru. Od grudnia 1942 roku walczył na Frontach Zachodnim, 3 Białoruskim i 1 Dalekowschodnim.
Po wojnie, aż do 1947 roku kontynuował służbę w sztabie 5 Armii w Dalekowschodnim Okręgu Wojskowym. W latach 1950–1957 szef sztabu pułku, starszy oficer Zarządu Operacyjnego sztabu Białoruskiego Okręgu Wojskowego, szef sztabu dywizji. Od 1959 roku zastępca dowódcy dywizji, dowódca dywizji zmechanizowanej i pancernej, szef sztabu armii ogólnowojskowej w Białoruskim Okręgu Wojskowym.
W latach 1970–1971 główny doradca wojskowy w Zjednoczonej Republice Arabskiej. Od 1971 szef sztabu Uralskiego Okręgu Wojskowego. Od 1974 szef Wojskowego Zarządu Naukowego Sztabu Generalnego, zastępca szefa Głównego Zarządu Operacyjnego Sztabu Generalnego, a od 1984 zastępca szefa Sztabu Generalnego Sił Zbrojnych ZSRR.
Od 1989 był głównym doradcą wojskowym w Afganistanie po wycofaniu wojsk radzieckich. Odegrał dużą rolę w planowaniu bojowych operacji wojsk rządowych prezydenta Nadżibullaha.
Od 1990 pełnił funkcję doradcy wojskowego – inspektora Grupy Inspektorów Generalnych Ministerstwa Obrony ZSRR. Od 1992 w rezerwie.
Aktywnie zaangażował się w wojskową pracę naukową, jest autorem ponad 100 prac naukowych i ponad 300 artykułów i publikacji w antologiach, czasopismach i gazetach. Napisał książki i podręczniki z zakresu wojskowości. Studiował również problemy II wojny światowej, w wydawanych zbiorach naukowych zamieszczał tysiące nieznanych wcześniej dokumentów na temat wojny.

## Odznaczenia
- Order Lenina
- Order „Za zasługi dla Ojczyzny” III klasy (2013)[3]
- Order Czerwonego Sztandaru (czterokrotnie)
- Order Aleksandra Newskiego (2018)[4]
- Order Wojny Ojczyźnianej II klasy
- Order Czerwonego Sztandaru Pracy
- Order Czerwonej Gwiazdy (trzykrotnie)
- Order „Za służbę Ojczyźnie w Siłach Zbrojnych ZSRR” II klasy
- Order „Za służbę Ojczyźnie w Siłach Zbrojnych ZSRR” III klasy
- Order Przyjaźni
- Medal „Za zasługi bojowe”
- Medal „Za zwycięstwo nad Niemcami w Wielkiej Wojnie Ojczyźnianej 1941–1945”
- Medal „Za zwycięstwo nad Japonią”
- Medal Żukowa
- Medal „Za rozwój dziewiczych ziem”
- Medal „Za zdobycie Królewca”
- Medal „Za umacnianie braterstwa broni”
- Medal „W upamiętnieniu 850-lecia Moskwy”
- Brązowy Krzyż Zasługi (PRL)
- Medal za Odrę, Nysę, Bałtyk (PRL)
- Odznaka Braterstwa Broni (PRL)

I inne.